# Ibero Gutiérrez
Ibero Gutiérrez (Montevideo, 23 de setembre de 1949 - Montevideo, 28 de febrer de 1972) va ser un escriptor i activista polític uruguaià. Es va convertir en màrtir del moviment estudiantil després de morir assassinat per un grup paramilitar d'ultradreta.

## Trajectòria

### Com a activista
Com a estudiant de Dret va militar a la Federació d'Estudiants Universitaris de l'Uruguai (FEEU), amb la qual va ser delegat, i a l'agrupació Avançada Universitària. El 1968, durant el govern de Jorge Pacheco Areco, va ser detingut per primera vegada a l'empara del règim de mesures ràpides de seguretat. Més tard, va començar a cursar Filosofia i Psicologia a la Facultat d'Humanitats i Ciències. El 1970 va caure pres i es va vincular amb integrants del Moviment d'Alliberament Nacional-Tupamaros (MLN-T). Després, va passar a formar part del Moviment d'Independents 26 de Març. Va ser pres per la seva vinculació amb un grup que pretenia fer esclatar una garrafa de gas a prop de la Residència presidencial de Suárez i Reyes el dia que venia de visita Nelson Rockefeller. Va ser alliberat als tres mesos per falta de proves i, posteriorment, internat de nou en aplicació del règim de mesures ràpides de seguretat entre el 13 d'agost i el 13 de setembre del mateix any, i del 13 al 27 de març de 1971.
Als 18 anys va obtenir el Premi Internacional Radio L'Havana, que li va permetre viatjar a Cuba, Madrid i París, on va poder prendre contacte amb activistes del Maig del 68 francès. Se'l va considerar un avançat per a la seva època i les seves idees no van ser ben vistes al moviment d'esquerra al qual ell mateix formava part. Va ser partidari d'una «contracultura psicodèlica» i crític amb el règim estalinista de la Unió Soviètica.

### Com a escriptor
Entre els 14 i els 16 anys va escriure un diari personal en dos volums, que va anomenar Libro I i Libro II, posant de manifest els seus interessos artístics. Entre 1966 i 1971 va escriure nou quaderns de poesia, sis plaquettes, sis antologies de la seva obra, un quadern de reflexions literàries i filosòfiques, un diari de viatge (per Cuba i França), un diari carcerari i diverses peces breus de teatre.
La seva obra va ser publicada pòstumament en diferents antologies. El 1977 Mario Benedetti el va incloure a l'antologia Poesia trunca, que reunia l'obra de poetes assassinats en circumstàncies de la mateixa índole a l'Amèrica Llatina. A partir de 1987, l'obra de Gutiérrez va ser estudiada i difosa pels investigadors Luis Bravo i Laura Oreggioni. El 1987 l'editorial Arca va publicar l'antologia Prójimo-Lejimo y otros poemas, 1966-1970, i el 1992, Buceando lo silvestre y otros poemas. El 2009 es va publicar Obra junta, el 2014 La pipa de tinta china: cuadernos carcelarios 1970, llibre que conté textos elaborats al Penal de Punta Carretas i cartes de l'època, i el 2017 Mover el antiguo instrumental de la noche: 57 piezas dramáticas o Teatro Completo, primera publicació de les obres dramàtiques de Gutiérrez. Aquests tres darrers llibres van ser publicats per l'Editorial Estuario, a càrrec de Luis Bravo.

### Assassinat
El 28 de febrer de 1972 va ser trobat mort amb 13 impactes de bala calibre 18, procedents de diferents armes —almenys tres, segons el peritatge—, en una cuneta del Camino de las Tropas i Camino Melilla, a la part rural de Montevideo. Va ser assassinat per un grup paramilitar d'esquadró de la mort anomenat «Comando Caza Tupamaros». Sobre el cos es va trobar un paper amb una anotació que deia: «Vós també va demanar perdó! Bala per bala. Mort per mort». Quan el van matar no era conegut com a poeta sinó només com a militant estudiantil.